# Epectasis rotundipennis
Epectasis rotundipennis là một loài bọ cánh cứng trong họ Cerambycidae.